# Czarnówka (województwo warmińsko-mazurskie)
Czarnówka (niem. Czarnowken, od 1938 r. Grundensee) – wieś w Polsce, położona w województwie warmińsko-mazurskim, w powiecie giżyckim, w gminie Wydminy.
| SIMC    | Nazwa  | Rodzaj    |
| ------- | ------ | --------- |
| 0772234 | Siejba | część wsi |

W latach 1975–1998 miejscowość administracyjnie należała do województwa suwalskiego.
W pobliżu wsi zabytkowy cmentarz z XIX w. mauzoleum rodowym.